# Martina Tomčić
Martina Tomčić-Moskaljov (Umag, 6. svibnja 1975.), hrvatski je operni mezzosopran.
Rodila se u Umagu, a najranije dane svoga djetinjstva provodi u Poreču jer joj je otac tada bio tamo zaposlen. Odrasla je u zagrebačkoj Dubravi.
Operni mezzosopran, diplomantica Sveučilišta za glazbu i scensku umjetnost u Grazu i 1995. godine pobjednica Međunarodnog pjevačkog natjecanja "Ferruccio Tagliavini". Iste je godine debitirala u Grazu kao knez Orlovski u "Šišmišu" Johanna Straussa. Zagrebačkoj se publici predstavila 2001. godine kao Preziosilla u operi "Moć sudbine", a "Carmen" u Osijeku, u studenome 2001. godine. Suvlasnica je škole pjevanja "Husar&Tomčić", glazbena pedagoginja. U javnosti je najpoznatija kao članica žirija u TV showu "Zvijezde pjevaju" te mentorica u TV showu "Tvoje lice zvuči poznato".
Kći je hrvatskoga političara Zlatka Tomčića.
Od 2003. godine u braku je sa Ženjom Moskaljovom, s kojim ima sina i kćer.

## Filmografija

### Televizijske uloge
- "Supertalent" kao član žirija (2016.-danas)
- "Tvoje lice zvuči poznato" kao vokalna trenerica (2014.-danas)
- "Zvijezde pjevaju" kao član žirija (2007. – 2009.; 2011. – 2014.)
- "Naša mala klinika" kao operna pjevačica (2006.)

### Sinkronizacija
- "Crvencipelica i 7 patuljaka" kao zla kraljica Morana (2020.)
- "Mala sirena" kao Ursula (2023.)